# Muffakham Jah
Muffakham Jah Nawab Walashan Sahebzada Mir Karamath Ali Khan Siddiqi Bayafendi Bahadur (* 27. února 1939, Nice) formálně známý jako Muffakham Jah je hajdarábádký princ a osmanský sultanzade.

## Život
Narodil se 27. února 1939 v Nice jako druhý syn prince Azama Jaha a osmanské princezny Dürrüşehvar Sultan. Jeho otec byl synem nizáma Osmana Aliho Chána matka dcerou chalífy Abdulmecida II. Má staršího bratra Mukarrama Jaha, který je od roku 1967 nizámem Hajdarábádu.
Muffakham navštěvoval londýnskou školu Harrow School a Balliolovu kolej.
Roku 1964 se oženil s Esin Barli (nar. 1934) dcerou tureckého politika a mediálního magnáta Aliho Rızy İncealemdaroğlu. Spolu mají dva syny:
- Rifat Jah Ali Han (nar. 30. listopadu 1965)
- Ferhad Jah (nar. 12. února 1971)

Muffakham Jah žije v Londýně.
Na jeho počest byla nazvána škola Muffakham Jah College of Engineering and Technology v Hajdarábádu.